# Панковський Тимофій Андрійович
Панковський Тимофій Андрійович (нар. 1689— пом. ?) — писар Шептаківської сотні з 1730 по 1737 рік.
Абшитований військовий товариш в Стародубському полку (12.12.1757-1761- ?), коли служити за слабкістю здоров'я і дряхлістю писати не зміг, це вказав в атестаті на абшит, копію якого приклав до сказки. Він бувший писар сотенний шептаківський (1730—1737) просив
абшит і в нагороду звання військового товариша. Універсал гетьмана Розумовського на абшит і військового товариша датований 12 грудня 1757 р.